# Robert Mugabe
Robert Gabriel Mugabe, KCB (21 tháng 2 năm 1924 – 6 tháng 9 năm 2019) là cựu Tổng thống Zimbabwe. Ông đã giữ chức thủ tướng từ năm 1980 đến năm 1987 và chức chủ tịch hành pháp thứ nhất từ năm 1987. Ông trở nên nổi tiếng trong thập niên 1960 khi làm lãnh đạo của Liên minh Quốc gia châu Phi Zimbabwe (ZANU) trong cuộc chiến tranh du kích chống lại cộng đồng thiểu số da trắng cầm quyền ở Rhodesia (1964–1979).
Mugabe là một nhân vật thẳng thắn, gây tranh cãi. Nổi tiếng từ cuộc chiến, ông được dân châu Phi xem là anh hùng đấu tranh cho độc lập cũng như là một lãnh đạo có học vấn cao.
Mugabe sinh ra trong một gia đình người Shona nghèo ở Kutama, Nam Rhodesia. Sau khi học tại trường Cao đẳng Kutama và Đại học Fort Hare, ông làm giáo viên trường ở Nam Rhodesia, Bắc Rhodesia và Ghana. Tức giận rằng Nam Rhodesia là một thuộc địa của Anh bị chi phối bởi một thiểu số da trắng, Mugabe đã chấp nhận chủ nghĩa Mác và tham gia các cuộc biểu tình dân tộc chủ nghĩa châu Phi kêu gọi một quốc gia độc lập do người da đen lãnh đạo. Sau khi đưa ra bình luận chống lại chính phủ, ông bị buộc tội hành hung và bị bắt giam từ năm 1964 đến năm 1974. Sau khi giải phóng, ông đã trốn sang Mozambique, thiết lập sự lãnh đạo của ông về ZANU, và giám sát vai trò của ZANU trong cuộc chiến tranh Bush ở Rhodes, chiến đấu với chính phủ trắng của Ian Smith. Ông miễn cưỡng đã tham gia vào các cuộc đàm phán hòa bình được môi giới bởi Vương quốc Anh dẫn đến Hiệp định Lancaster House. Thỏa thuận này đã dỡ bỏ luật lệ của người da trắng và dẫn đến cuộc tổng tuyển cử năm 1980, trong đó Mugabe đã dẫn ZANU–PF giành chiến thắng và trở thành Thủ tướng của nước mới được đổi tên thành Zimbabwe. Chính quyền Mugabe đã mở rộng việc chăm sóc sức khoẻ và giáo dục và – bất chấp hùng biện Mác xít của ông và mong muốn có một xã hội xã hội chủ nghĩa – tôn trọng các chính sách kinh tế thận trọng.
Những lời kêu gọi đầu tiên của Mugabe về sự hòa giải sắc tộc đã thất bại trong việc làm giảm mối quan hệ chủng tộc và việc người da trắng trốn chạy gia tăng. Mối quan hệ với Liên minh Nhân dân Zimbabwe của Zimbabwe Joshua Nkomo (ZAPU) cũng đã suy giảm, trong khi Mugabe đã bóp nghẹt sự phản đối của ZAPU ở Matabeleland trong Gukurahundi từ năm 1982 đến năm 1985; ít nhất 10.000 người, chủ yếu là dân thường của Ndebele, đã bị Lữ đoàn thứ năm của Mugabe giết. Trên bình diện quốc tế, ông đã gửi quân tới Chiến tranh Congo lần thứ hai và chủ trì Phong trào Không liên kết (1986–1989), Tổ chức Thống nhất châu Phi (1997–1998) và Liên minh châu Phi (2015–2016). Theo đuổi việc giải phóng dân số, chính phủ Mugabe đã nhấn mạnh việc phân phối lại đất đai do nông dân chăn nuôi người trắng kiểm soát đối với người da đen không có ruộng, ban đầu trên cơ sở "người mua sẵn sàng người bán sẵn sàng". Nản lòng với tốc độ phân phối lại chậm, từ năm 2000 Mugabe đã khuyến khích việc chiếm đoạt bạo lực đất đai người da trắng. Sản xuất lương thực bị ảnh hưởng nặng nề, dẫn đến nạn đói, suy giảm kinh tế mạnh mẽ và các lệnh trừng phạt quốc tế. Sự phản đối của Mugabe đã tăng lên, mặc dù ông được tái đắc cử vào năm 2002, 2008 và 2013 thông qua các chiến dịch bị chi phối bởi bạo lực, gian lận bầu cử và kháng cáo theo chủ nghĩa dân tộc đối với cơ sở cử tri nông thôn Shona. Sau cuộc đảo chính năm 2017, Mugabe đã từ chức tổng thống.
Sau gần bốn thập kỉ thống trị chính trị của Zimbabwe, Mugabe đã là một nhân vật gây tranh cãi và chia rẽ. Ông đã được ca ngợi là một anh hùng cách mạng trong cuộc đấu tranh giải phóng châu Phi, người đã giúp giải phóng Zimbabwe khỏi chủ nghĩa thực dân Anh, chủ nghĩa đế quốc và luật lệ thiểu số người da trắng. Ngược lại, ông bị cáo buộc là một nhà độc tài chịu trách nhiệm quản lý kém kinh tế, nạn tham nhũng lan rộng, phân biệt chủng tộc, lạm dụng nhân quyền, đàn áp các nhà phê bình chính trị, và các tội ác chống lại nhân loại.

## Cầm quyền
Sau một cuộc can thiệp tốn kém vào cuộc chiến tranh Congo lần thứ 2 và việc tước đoạt hàng loạt đất đai canh tác thuộc sở hữu người da trắng, dư luận phương Tây đã chuyển sang phản đối Mugabe một cách quyết liệt và nhiều chính sách phong tỏa kinh tế và giảm viện trợ đã bị các nước phương Tây áp đặt lên quốc gia này. Nền kinh tế Zimbabwe đã tuột dốc nhanh chóng, dẫn đến thiếu hụt lương thực và xăng dầu, lạm phát phi mã, di cư hàng loạt. Trong thời gian gần đây, các chính sách của ông bị lên án ở cả phương Tây và trong nước là chính sách phát xít chống lại cộng đồng thiểu số da trắng Zimbabwe. Mugabe đã tự mô tả mình là "sinh ra để chống lại những kẻ thực dân," nên cả ông và những người ủng hộ ông tuyên bố rằng các vấn đề của Zimbabwe là di sản của chủ nghĩa đế quốc, và bị chính sách cấm vận kinh tế phương Tây làm trầm trọng thêm.
Trong những năm cầm quyền, ông Robert Mugabe đã thay thế sự thống trị của thiểu số da trắng bằng sự thống trị của thiểu số da đen tập hợp quanh lợi ích cá nhân của chính ông. Ông cũng cho rằng Chúa đã giao quyền lực cho ông ta nên không ai có thể đoạt lại. Các vụ trấn áp do ông chủ mưu trong những năm 1980 làm 20.000 người thiệt mạng. Năm 1998, quân đội của Mugabe trấn áp những cuộc biểu tình của người dân phản đối tình trạng giá nhu yếu phẩm tăng cao. Năm 2005, gần 600.000 người Zimbabwe đã mất nhà cửa bởi các "chiến dịch thanh lọc" thành phố.

## Sự thất bại
Ngày 3 tháng 4 năm 2008, báo chí thế giới được thông báo rằng đảng đối lập chính, Phong trào Thay đổi dân chủ đã tuyên bố kiểm soát được Quốc hội. Tuyên bố này đã được xác nhận khi kết quả bầu cử được công bố nhưng hiện nay đang bị tranh cãi.
Tổng thống Zimbabwe vừa bị tước danh hiệu hiệp sĩ ngày 25 tháng 6 năm 2008 bởi Nữ hoàng Anh Elizabeth II vốn phong cho Mugabe từ năm 1994 để phản đối sự vi phạm nhân quyền của ông. Phong trào thay đổi dân chủ của ông Tsvangirai, đối thủ của Mugabe cho biết gần 90 người ủng hộ phong trào này đã bị những người theo phe Mugabe sát hại. Do sử dụng bạo lực để đàn áp phe đối lập mà ông Mugabe đã bị thế giới lên án.
Dưới thời Mugabe, Zimbabwe lạm phát lên tới 11 triệu %, đồng tiền mệnh giá 100 tỉ đôla Zimbabwe (ZD) chỉ đủ mua một ổ bánh mì và tỷ lệ mắc bệnh AIDS vào loại cao nhất châu Phi còn tuổi thọ thì vào hàng thấp nhất thế giới. Tỷ lệ thất nghiệp của Zimbabwe là 70% và ít nhất 80% dân số sống dưới ngưỡng nghèo đói. Mức lạm phát của Zimbabwe tăng hàng năm tới 993,6% và thuộc hàng cao nhất thế giới.
Khi bị tố cáo là hăm dọa bằng bạo lực phe đối lập trong kỳ bầu cử để giữ quyền lực, Mugabe tuyên bố: "Họ có thể hét to bao nhiêu tùy thích, từ Washington hoặc từ London hay từ bất cứ nơi nào khác. Người dân chúng tôi, người dân chúng tôi và chỉ người dân chúng tôi quyết định chứ không phải ai khác".
Thủ tướng Anh, ông Gordon Brown trong bài phát biểu tại Quốc hội Anh đã chỉ trích gay gắt Chính phủ của Robert Mugabe, gọi đó là Chính phủ không được ai thừa nhận còn Ngoại trưởng Mỹ Condoleezza Rice cho rằng chính phủ của ông Robert Mugabe là bất hợp pháp.

## Bị quân đội sa thải
Ngày 15 tháng 11 năm 2017, tướng Constantine Chingwenge đã kêu gọi quân đội tiến vào thủ đô Harare để giam lỏng Robert Mugabe và thông báo trên truyền hình quốc gia rằng Thủ tướng vẫn an toàn và đang thực hiện chiến dịch thanh trừng những kẻ được ông gọi là "tham nhũng". Đảng cầm quyền của Zimbabwe khai trừ khỏi đảng và ra tối hậu thư cho Mugabe thời hạn để rời ghế, nếu không sẽ bị luận tội. Hàng nghìn người ngày 18/11 đổ xuống đường phố Harare để biểu tình yêu cầu ông Mugabe rời ghế.
Robert Mugabe phải từ chức mấy ngày sau đó, chính quyền mới vẫn cho hưởng ưu đãi chế độ dưỡng già hậu hĩnh như một lãnh đạo nghỉ hưu vẫn được hưởng. Ngoài nhà cửa, xe hơi và máy bay, Mugabe còn được ít nhất 20 nhân viên, bao gồm 6 vệ sĩ, phục vụ riêng.
Ngày 29/7/2018 trước ngày Zimbabwe bầu tổng thống, quốc hội và bầu cử địa phương Có 23 ứng viên tranh chức tổng thống. Cựu tổng thống Robert Mugabe và Grace phát biểu tại nhà riêng ở thủ đô Harare, ông nhắc lại rằng ông đã bị "sa thải" trong một cuộc đảo chính quân sự, và rằng ông từ bỏ chức vụ để "tránh xung đột". Muốn lãnh đạo phe đối lập Nelson Chamisa của Phong trào Thay đổi Dân chủ (MDC) chiến thắng trong cuộc bỏ phiếu.

## Qua đời
Mugabe đã phải nhập viện vào tháng 4 năm 2019, thực hiện chuyến đi cuối cùng trong số nhiều chuyến đi đến Singapore để điều trị y tế, giống như ông đã làm vào cuối nhiệm kỳ tổng thống và trong những tháng sau khi kết thúc nhiệm kỳ. Ông qua đời vào ngày 6 tháng 9 năm 2019, ở tuổi 95, tại Bệnh viện Gleneagles của Singapore. Nguyên nhân cái chết ung thư.